# Goetheanum

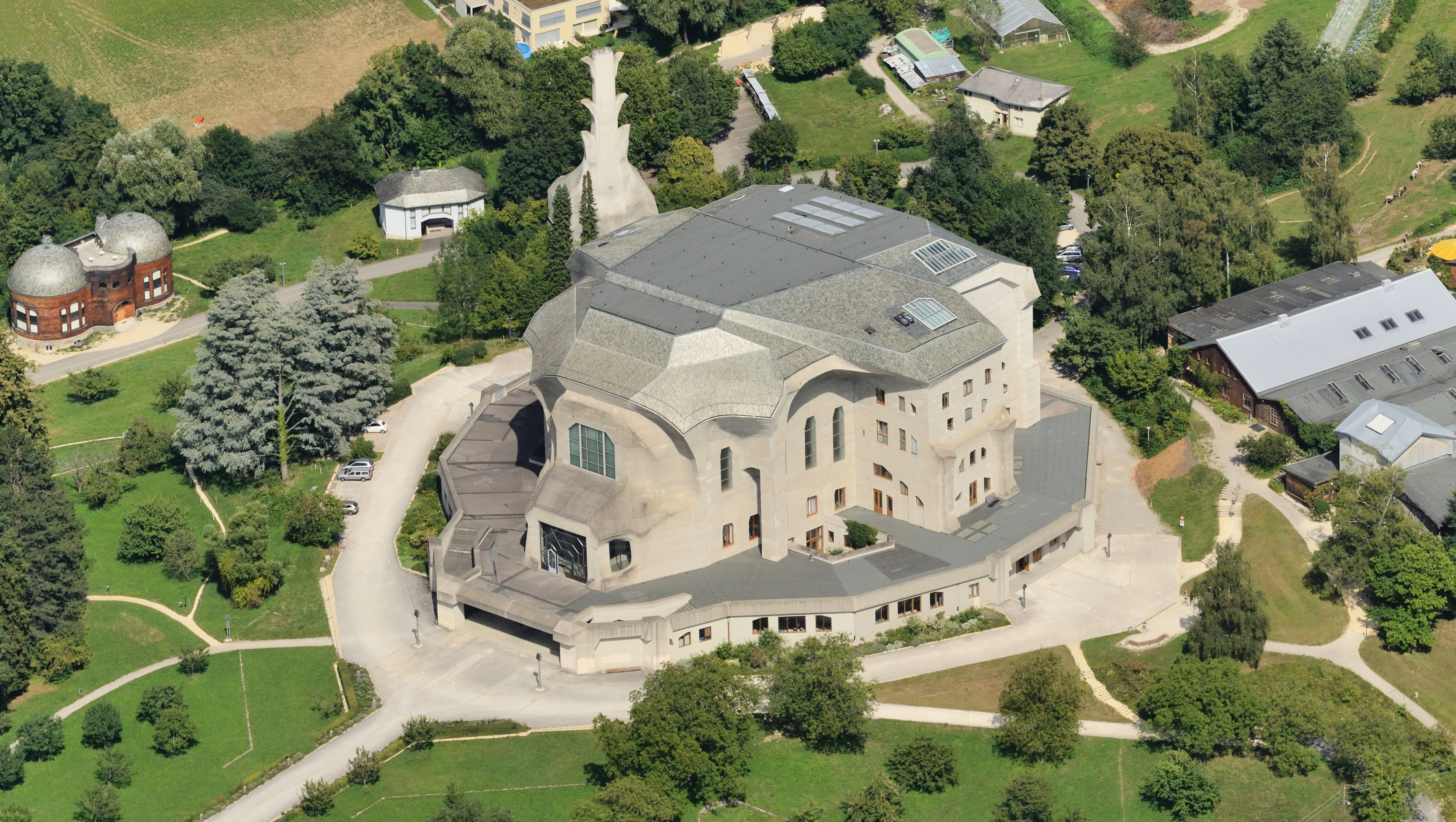
Fotografia aérea do Goetheanum

Goetheanum é a sede mundial do movimento antroposófico. Localizado em Dornach, Suíça, o centro inclui dois teatros, espaços para exposições e palestras, biblioteca, livraria e os escritórios da Sociedade Antroposófica. Seu nome é uma homenagem a Johann Wolfgang von Goethe.
O Goetheanum original foi projetado por Rudolf Steiner e destruído por um incêndio criminoso em 31 de dezembro de 1922.   Reconstruído inteiramente em concreto, só foi reinaugurado em 1928.